# コーシーの応力原理
コーシーの応力原理（コーシーのおうりょくげんり）とは、連続体力学において物体の内部での力の釣り合いを考える際に仮定される次の2つの条件のことである。
1. {\displaystyle \lim _{\Delta S\rightarrow 0}{\frac {\Delta {\boldsymbol {T}}}{\Delta S}}={\boldsymbol {t}}^{({\boldsymbol {n}})}}
2. {\displaystyle \lim _{\Delta S\rightarrow 0}\Delta {\boldsymbol {M}}_{\mathrm {P} }={\boldsymbol {0}}}

ここで、ΔS は物体内部の点P近傍の微小面積、n はΔS の法線ベクトル、ΔT はΔS に作用する力のベクトル、t(n) は表面力ベクトル、ΔMP は点P周りの力のモーメントである。